# Eren
Eren ist ein türkischer männlicher Vorname mit der Bedeutung Heiliger. Zudem wird der Name für Menschen verwendet (sog. Erenler), die dank spezieller Sinne bestimmte Wahrheiten besser als andere erkennen können. Eren ist auch ein Familienname und kommt vereinzelt auch als weiblicher Vorname vor. Die zugehörigen Verben „ermek“ und „ermiş“ bedeuten wörtlich „ankommen“, „erreichen“, „etwas bewerkstelligen“ bzw. „angekommen“, „erreicht“, „bewerkstelligt“.

## Namensträger

### Männlicher Vorname
- Eren Albayrak (* 1991), türkischer Fußballspieler
- Eren Aydın (* 1982), türkischer Fußballspieler
- Eren Can (* 1998), deutsch-türkischer Sänger und Rapper
- Eren Derdiyok (* 1988), schweizerisch-türkischer Fußballspieler
- Eren Dinkçi (* 2001), türkisch-deutscher Fußballspieler
- Eren Güngör (* 1988), türkischer Fußballspieler
- Eren Güvercin (* 1980), deutscher Journalist
- Eren Keleş (* 1994), österreichischer Fußballspieler
- Eren Özen (* 1983), türkischer Fußballspieler
- Eren Şen (* 1984), deutscher Fußballspieler türkischer Herkunft
- Eren Taskin (* 1992), deutscher Fußballspieler
- Eren Tozlu (* 1990), türkischer Fußballspieler
- Eren Vurdem (* 1988), türkischer Schauspieler

#### Zwischenname
- İbrahim Eren Akduman (* 1990), türkischer Fußballspieler
- Ali Eren Beşerler (* 1975), türkischer Fußballspieler
- Mehmet Eren Boyraz (* 1981), türkischer Fußballspieler
- Hıdır Eren Çelik (* 1960), türkisch-deutscher Schriftsteller, Soziologe und Journalist
- Ali Eren Demirezen (* 1990), türkischer Profiboxer
- Evren Eren Elmalı (* 2000), türkischer Fußballspieler

### Weiblicher Vorname
- Eren Keskin (* 1959), türkische Anwältin und Menschenrechtlerin
- Eren Önsöz (* 1972), deutsche Rundfunkautorin, Filmemacherin und politische Kabarettistin

### Familienname
- Ahmet Nuri Eren (1918–2000), türkischer Diplomat
- Ayça Eren (* 1986), türkische Schauspielerin
- Emrah Eren (* 1978), türkischer Fußballspieler
- Erdal Eren († 1980), türkischer Schüler und Hinrichtungsopfer
- Halil İbrahim Eren (* 1956), türkischer Fußballspieler und -trainer
- John Eren (* 1964), türkisch-australischer Politiker
- Kemal Eren (* 2004), deutscher Fußballspieler
- Orhan Eren (1922–2017), türkischer Politiker

### Fiktive Namensträger
- Eren Jäger, Hauptcharakter  des Animes bzw. Mangas Attack on Titan

## Sonstiges
- Eren (Alaca), Dorf in der Provinz Çorum
- Eren (Digor), Dorf in der Provinz Kars